# Armored Core 3
 (septembre 2011).
Si vous disposez d'ouvrages ou d'articles de référence ou si vous connaissez des sites web de qualité traitant du thème abordé ici, merci de compléter l'article en donnant les références utiles à sa vérifiabilité et en les liant à la section « Notes et références ».
Armored Core 3 est un jeu vidéo d'action développé et édité par From Software sur PlayStation 2 en 2002. Puis porté sur PlayStation Portable en 2009 avec comme sous-titre Portable.
Cet opus se situe 3000 ans après les évènements d'Armored Core 2: Another Age.

## Trame

### Contexte
Placé dans le contexte d'un futur post-apocalyptique, 'Armored Core 3' dépeint un monde où la population a commencé à vivre sous la surface de la Terre après qu'une catastrophique guerre nucléaire ait éclaté à la surface. Les humains survivants forment alors une société souterraine appelée "Layered". Layered est contrôlée par une intelligence artificielle connue sous le nom de "The Controller" qui dicte quasiment tout ce qui s'y passe. Les deux plus grandes corporations, Mirage et Crest Industries et une plus petite, Kisaragi, rivalisent pour la domination et le contrôle sur le territoire et les biens de Layered. De plus, tout ne se passe pas comme cela devrait avec The Controller, et des évènements étranges sont de plus en plus courants. Le nombre et la portée de ces erreurs de la part du Controller suggèrent une faille dans le système logique.

### Question de temporalité
De nombreux joueurs ont été surpris de la nature contextuelle d'Armored Core 3 vis-à-vis des précédents épisodes de la série. En effet, à la fin de Another Age, le monde semble se rétablir quelque peu après les conflits de l'ère souterraine (Armored Core, Armored Core: Project Phantasma, Armored Core: Master of Arena) et la crise de mars (Armored Core 2, Armored Core 2: Another Age). Cependant, au début d'Armored Core 3, la population est de retour dans une cité souterraine, se protégeant des effets d'une catastrophique guerre nucléaire mondiale.
Deux théories dominantes ont surgi pour expliquer ce qui pourrait être une incohérence. Soit le jeu se déroule dans le même monde que les précédents et le monde aurait connu une seconde « grande destruction », soit Armored Core 3 est un redémarrage de la série au point de départ d'Armored Core premier du nom. Il semblerait que la première théorie soit la plus communément admise.
Deux temporalités différentes ont été mentionnées dans "Armored Core 10 Works Complete File" dont l'une se réfère à Armored Core original et se poursuit jusqu'à l'épilogue d'Armored Core 2: Another Age. La seconde débute avec Armored Core 3 et se termine avec Armored Core: Last Raven. À l'origine d'Armored Core 3, la population chercher refuge dans des cités souterraines après une catastrophe de grande evergure qui s'est produite à la surface de la planète. Des siècles après cette grande destructions, de grandes sociétés industrielles telles Mirage et Crest ont été établies. Ces corporations ont ouvert la voie Armored Core par l’aboutissement de la construction du premier prototype de MT, le XMT-01, qui conduira rapidement au développement et à l'élaboration d'AC et d'autres MTs.

### Groupes et personnages

#### Technologie
- The Controller - C'est une intelligence artificielle omniprésente dans la vie quotidienne des citoyens dans la cité. Elle est chargée de maintenir une certaine stabilité dans tous les aspects que présentent le refuge souterrain Layered. Son influence est si omniprésente et imbriquée dans les moindres facettes de la vie quotidienne que son existence et ses décisions sont rarement remises en question. Toute vie dans Layered y est inextricablement lié et toutes les décisions majeures les concernant sont prises par le Controller. Il est surnommé "Dove" dans la version Japonaise, signifiant la Colombe.

#### Les Corporations
- Mirage - Originellement un groupe industriel spécialisé dans la construction de machines, Mirage est devenu l'un des groupes leader dans le développement d'AC. La compagnie espère gagner en influence et renforcer ses positions en obtenant un accès au Controller et d'en détourner les pouvoirs aux bénéfices du groupe. Étant donné les énormes capacités du Controller à manipuler la population de Layered, le plan de Mirage serait inimaginablement utile s'il pouvait être mis en place et réussir. Mais il n'est pas encore lancé à cause de la crainte de représailles de la part du Controller en cas d'échec et qui signifierait la destruction total de la compagnie. Les pièces et châssis de Mirage sont équipés et optimisés pour les armes à énergie, machine guns, dommages et attaques de style. Le nom des pièces sont toutes des références en fonction de leur type, par exemple, un certain type de pièces du corps seront nommés de noms de fleurs, ou encore les armes qui tireront leurs noms de créatures mythologiques.

- Crest - Principal rival de Mirage, Crest se fait connaitre comme industrie de bio-ingénierie avant de rediriger ses efforts dans le domaine du développement de pièce d'AC. Crest est aussi désireux d'étendre son influence que Mirage, mais se refuse à atteindre ses objectifs en manipulant le Controller. Pour Crest, le système actuellement en place dans les sociétés souterraines est le meilleur qu'il puisse espérer. C'est un soutien indéfectible pour le Controller dont il s'efforce de maintenir le contrôle à tout prix. Ces différentes perceptions entre Mirage et Crest en font des ennemies, idéologiquement parlant, s'affrontant physiquement. Les armures de Crest sont optimisées pour une plus grande durabilité et pour de l'armement lourd tels bazookas et lances-grenades. Leur convention de nommage est basée sur des appellations militaires et numéro codés à partir de Last Raven.

- Kasaragi - Comme toute autre société, Kisaragi s’efforce de développer à la fois sa ligne de produit et sa part de marché, mais elle reste une assez petite par rapport à Crest et Mirage qu'elle aspire à dépasser. Ce groupe tient une position tout en compromis face à The Controller. Kisaragi se lance dans le développement d'AC après une percée réussite dans la fabrication de systèmes informatiques. Il semble également performant dans les domaines de la bio-ingénierie et la recherche scientifique. Kisaragi semble attendre les opportunités d’accroître ses ressources, sa puissance et son influence. Dans l'incapacité de construire et de développer aucun châssis d'armure mobile à cause de certaines parties externes indisponibles, leurs pièces électroniques sont souvent très puissantes et se sont des spécialistes des pièces de soutien d'armure. Part leurs origines japonaises, ces pièces tirent naturellement leur dénominations de mythes et de motifs japonais.

#### Les groupes rebelles
- Union - Un groupe rebelle clandestin dont les principaux membres sont des intellectuels opposés avec véhémence à l'autorité incontestée de The Controller sur les cités souterraines de Layered. Étant donné les erreurs multiples de l'intelligence artificielle dans les derniers temps, les soutiens envers le groupe sont de plus en plus nombreux au début de la partie. En raison de cette prise de position radicale contre le Controller, Crest considère Union comme la plus sérieuse menace de Layered et cherche une façon de l'éliminer. En attendant, Union reste convaincu que quelque chose cloche dans Layered et va jusqu'à prétendre que The Controller est défectueux.

#### Les mercenaires
- Les Ravens -  Ce sont des mercenaires affiliés à Global Cortex. Une fois engagé en tant que Raven pour Cortex, les mercenaires reçoivent leurs missions directement sur leur réseau privé de leur ordinateur personnels, par lequel ils peuvent également acheter ou vendre des pièces de leur AC. Cependant, cette affiliation à Cortex ne confère aucune restriction aux Ravens.

- Global Cortex - C'est une organisation unique, intermédiaire entre les corporations clientes et les Ravens exécutants. Ces mercenaires, plus communément appelés Ravens, sont des pilotes d'armures mobiles massives nommées Armored Cores. Travaillant étroitement avec l'ensemble des grandes corporations de Layered, Global Cortex maintient une strict neutralité dans les conflits propres aux grands groupes industriels et veille à ne prendre parti pour aucun d'eux.

#### Les personnages principaux
- Laine Meyers - Une opératrice de Global Cortex responsable des attributions de missions au joueur et de la liaison radio.

## Système de jeu
Comme Armored Core et Armored Core 2, le joueur commence le jeu par une mission test pour savoir s'il est assez talentueux pour rejoindre le groupe de mercenaires Global Cortex. Mais Armored Core 3 offre aussi de nouvelles fonctionnalités : "consorts" (des alliés supplémentaires qui peuvent être débloqués pour mener à bien une mission), des armes détachables (réduisant donc le poids total et augmentant la vitesse), et un nouveau système de classement, "Exceed Orbit" (EO) qui permet de sacrifier la puissance de l'overboost pour permettre d'en déployer un interne, ou encore des armes autonomes.

## Portage PlayStation Portable
Le jeu est réédité sur PlayStation Portable au Japon le 30 juillet 2009, le 22 octobre de la même année aux États-Unis et le 19 mai 2010 en France sous le titre de Armored Core 3 Portable avec des contenus additionnels.